# Vidhu Vinod Chopra
Vidhu Vinod Chopra (Srinagar, 5 settembre 1956) è un regista e produttore cinematografico indiano.
Si tratta di uno dei registi più famosi di Bollywood, nonché direttore della Vinod Chopra Productions.
Ha vinto i Filmfare Awards per tre volte, oltre ad aver ricevuto varie nomination.

## Filmografia parziale
- Murder At Monkey Hill (1977) - cortometraggio
- Parinda (1989)
- 1942: A Love Story (1994)
- Mission Kashmir (2000)
- Parineeta (2005)
- Lage Raho Munna Bhai (2006)
- Eklavya: The Royal Guard (2007)
- Ombre dal passato (Broken Horses) (2015)